# Juan Gabriel Pareja
Juan Gabriel Pareja (Houston, 24 december 1978) is een Amerikaanse acteur.

## Biografie
Pareja werd geboren en groeide op in Houston bij immigranten vanuit Colombia. Hij heeft het acteren geleerd aan de Tisch School of the Arts in Manhattan (New York). Pareja is in 2014 getrouwd en heeft twee kinderen.
Pareja begon in 2002 met acteren in de film Lone Star State of Mind, waarna hij nog meerdere rollen speelde in films en televisieseries. Zo speelde hij in onder andere The Mist (2007), W. (2008) en The Walking Dead (2010-2017).

## Filmografie

### Films
Uitgezonderd korte films.
- 2024 Paper Flowers - als dr. Salvador
- 2019 Adopt a Highway - als kassier
- 2019 The Infiltrators - als Beni Moran
- 2017 Boone: The Bounty Hunter - als Pedro
- 2017 Mad Families - als Jose Jonas
- 2015 The Party Is Over - als Jorge
- 2014 Fort Bliss - als Javier
- 2011 The Darq - als Dave
- 2010 Frontera - als Marcelo Del Norte
- 2010 Machete - als Rico
- 2009 From Mexico with Love - als Chucho
- 2008 Soul Men - als chauffeur sleepwagen
- 2008 W. - als oliewerker
- 2007 The Mist - als Morales
- 2005 The Three Burials of Melquiades Estrada - als jonge van Sand
- 2002 Lone Star State of Mind - als Carnal

### Televisieseries
Uitgezonderd eenmalige gastrollen.
- 2010-2017 The Walking Dead - als Morales - 6 afl.
- 2016 Goliath - als Gabriel Marquez - 5 afl.

### Computerspellen
- 2022 Saints Row - als voetganger op Santo Ileso
- 2019 Days Gone - als stem
- 2018 Just Cause 4 - als mensen van Solis
- 2018 State of Decay 2 - als overlever
- 2013 Dead Rising 3 - als Diego Martinez
- 2013 Battlefield 4 - als Molina